# Georg von Posern
Georg Caspar Curt Ernst von Posern (* 26. März 1844 in Pulsnitz; † 25. Mai 1924) war ein sächsischer Rittergutsbesitzer, Hofbeamter und Parlamentarier.

## Leben
Georg von Posern wurde geboren als Sohn des Rittergutsbesitzers, Klostervogts und sächsischen Landtagsabgeordneten Curt Ernst von Posern und der Linna geb. von Schlegel. Nach dem Besuch des Blochmannschen Gymnasiums in Dresden studierte er an der Rheinischen Friedrich-Wilhelms-Universität Bonn. 1865 wurde er Mitglied des Corps Borussia Bonn. Nach dem Studium wurde er Besitzer des Rittergutes Waltersdorf bei Berga/Elster (heute ein Ortsteil der Gemeinde Mohlsdorf-Teichwolframsdorf in Thüringen). Er war Klostervogt des Klosters St. Marienstern, Großherzoglicher sächsischer Schlosshauptmann und Königlich sächsischer Kammerherr. 1881 trat er als Ehrenritter dem Johanniterorden bei, wurde 1896 dort Rechtsritter.
Von 1887 bis 1892 war von Posern als Bevollmächtigter der Herrschaft Wildenfels Mitglied der I. Kammer des Sächsischen Landtags. Er war Teilnehmer am Deutsch-Französischen Krieg und Major a. D. Er war verheiratet mit Lili von Schönberg-Pötting. Das Ehepaar hatte den Sohn Hans, der Pulsnitz besaß und Ramenau und mit Priscilla von Humboldt eine Familie gründete. Die Tochter Margarete ehelichte den Gutsbesitzer Lothar von Lüttichau-Gamig-Meuscha. Der zweite Sohn Georg wurde Offizier und Klostervogt, heiratete Lili von Schönberg, verwitwete Gräfin Zedwitz Tochter Linka gründete 1866 mit dem späteren Generalmajor Adolf Edler Herr von Planitz eine Familie.